# 镶黄旗 (内蒙古)
镶黃旗是中華人民共和國內蒙古自治區錫林郭勒盟轄下的一個旗，面積為5172平方公里。1960年由商都镶黃旗改设。

## 历史
镶黃旗的前身为清代八旗察哈尔中的左翼四旗之一的镶黃旗，康熙年間起由察哈尔都统下屬的總管统领直到民國初年。1936年起歸屬察哈爾盟，後被蒙疆政府統治。1949年内蒙古自治政府将镶黃旗與商都旗、明安旗第三、第四佐合并为商都镶黄联合旗。
中華人民共和國成立後，1957年商都镶黄联合旗改名商都鑲黃旗。1958年察哈尔盟撤销，建置并入锡林郭勒盟，商都镶黄旗归属于锡林郭勒盟管辖。1960年，商都镶黄旗与化德县合并，改称镶黄旗。1963年，镶黄旗与化德县重新分设。

## 地理
鑲黃旗雖多為畜牧業，但是雨量不均且無大量地表水資源，只有足堪牧草生存的季節性河流，這種非固定的河流，蒙古語稱為高勒。也因此，比例約為一比一的該城鄉人口總數，僅只有三萬餘。近年因土地沙地化嚴重，也為沙塵暴所苦。

## 人口
根據第七次人口普查數據，截至2020年11月1日零時，鑲黃旗常住人口為27399人。 鑲黃旗是一個以蒙古族為主體，漢、回、滿等多民族聚居的地區。
镶黄旗境内的汉语方言主要属于晋语张呼片。

## 行政区划
镶黄旗下辖2个镇、2个苏木：
新宝拉格镇、巴彦塔拉镇、翁贡乌拉苏木和宝格达音高勒苏木。